# 樗里疾
樗里 疾（ちょり しつ、? - 紀元前300年）は、中国戦国時代の秦の王族・政治家・軍人。姓は嬴、氏は居住地から樗里、諱は疾。孝公の子で、恵文王の異母弟。母は韓の人。彼の屋敷が樗里という場所にあったため、樗里子とも呼ばれる。知恵者として有名。

## 経歴
恵文君8年（紀元前330年）、右更に任命され、魏の曲沃を攻め、住民を追い出し、これを制圧した。
恵文王7年（紀元前318年）、函谷関の戦いで公孫衍率いる楚・韓・趙・魏・燕の五カ国連合軍を撃退した。
恵文王12年（紀元前313年）、趙を攻め、趙将の荘豹を捕え、藺を制圧した。
恵文王13年（紀元前312年）、楚が秦に攻め込んで来た際には、魏章を補佐して楚将の屈匄を破り、逆に楚の漢中を制圧した。その後、楚が再び秦に攻め込んだ時には、咸陽近くの藍田の戦いでこれを撃破し、秦と楚の力関係が逆転する端緒を作る。この戦功により、樗里疾は恵文王から封ぜられ、厳君とも呼ばれるようになる。
同年、楚との戦いの後は斉・宋の連合軍に侵攻されていた魏の救援要請を受諾した恵文王の命で到満と共に濮水で魏・韓と連合して斉・宋の連合軍に相対した。濮上の戦いと呼ばれるこの戦いでは激戦の末に敵軍を破ると斉将の匡章を敗走させ副将の田声を討死（または虜囚に）させた。
武王2年（紀元前309年）、右丞相に任命される。この時丞相の官名が歴史上で初めて使われたと言う（相国または相邦はこれ以前から有ったとされる）。
武王4年（紀元前307年）、甘茂が韓の宜陽を攻めたが5カ月経っても落とせないので、公孫奭と共に甘茂を非難した。武王は甘茂を召還しようとしたが、甘茂が息壌で誓いを立てたことを持ち出したので、全軍を動員して甘茂を援護させ、ついに甘茂は宜陽を落とした。
また、武王に命じられ、戦車100乗を率いて周に赴いた。周はこれに護衛をつけて敬意を払った。楚の懐王は、周が秦を尊重するのが面白くなかったが、楚に来ていた周の家臣の游騰になだめられ、機嫌を直した。
武王が急死し、昭襄王が即位すると、ますます重く用いられた。
昭襄王元年（紀元前306年）、衛の蒲を攻めたが、胡衍の取りなしで包囲を解いた。引き返して魏の皮下を攻めたが、降伏しなかったので、引き上げた。
昭襄王7年（紀元前300年）、没。渭水の南、章台の東に葬られた。遺言に「100年後にここに天子の宮殿ができて私の墓を挟むだろう」とあった。漢の時代になり、この言葉は現実となった（長楽宮と未央宮）。

## 人物
樗里疾は、秦王室の重鎮ゆえに重く用いられたが、知恵者でもあった。当時の秦の人々に「智嚢」と呼ばれたり、「力は任鄙、智は樗里」という諺があったりしたとされる。また、甘茂を恵文王に推挙したとされる。